# Contea di King (Washington)
La contea di King (in inglese King County) è una contea dello Stato di Washington, negli Stati Uniti. La popolazione al censimento del 2020 era di 2.3 milioni di abitanti, rendendola la contea più popolosa dello stato di Washington e la 12° degli Stati Uniti. Il capoluogo di contea è Seattle.
Insieme alle contee di Snohomish e Pierce, compone l'area metropolitana di Seattle con più di 4 milioni di abitanti.

## Geografia
La contea si trova nel centro-ovest dello Stato. A ovest si affaccia sullo stretto di Puget e a est è delimitata dalla Catena delle Cascate. La parte ovest della contea è abitata, con diverse città, mentre a est la popolazione si fa più rada con fattorie e foreste. La parte est è montuosa. La contea comprende anche l'isola Vashon nello stretto di Puget.
Nella contea si trovano due riserve: la Riserva Muckleshoot e la Riserva Snoqualmie.
A Seattle ha sede l'Università del Washington.

### Contee confinanti
- Contea di Snohomish - nord
- Contea di Chelan - nord-est
- Contea di Yakima - sud-est
- Contea di Kittitas - est
- Contea di Pierce - sud
- Contea di Kitsap - ovest

## Storia
La contea fu creata nel 1852 nel Territorio dell'Oregon ed entrò nel Territorio di Washington con la sua creazione nel 1853. La contea fu originariamente dedicata al senatore William Rufus DeVane King, ma nel 1986 la contea decise di dedicare il proprio nome a Martin Luther King.

## Comuni

### Cities
- Algona
- Auburn (in parte)
- Bellevue
- Black Diamond
- Bothell (in parte)
- Burien
- Carnation
- Clyde Hill
- Covington
- Des Moines
- Duvall
- Enumclaw
- Federal Way
- Issaquah
- Kenmore
- Kent
- Kirkland
- Lake Forest Park
- Maple Valley
- Medina
- Mercer Island
- Milton (in parte)
- Newcastle
- Normandy Park
- North Bend
- Pacific (in parte)
- Redmond
- Renton
- Sammamish
- SeaTac
- Seattle (capoluogo)
- Shoreline
- Snoqualmie
- Tukwila
- Woodinville

### Towns
- Beaux Arts Village
- Hunts Point
- Skykomish
- Yarrow Point

### Census-designated place
- Ames Lake
- Baring
- Bryn Mawr-Skyway
- Cottage Lake
- East Renton Highlands
- Fairwood
- Fall City
- Hobart
- Lake Holm
- Lake Marcel-Stillwater
- Lake Morton-Berrydale
- Lakeland North
- Lakeland South
- Maple Heights-Lake Desire
- Mirrormont
- Ravensdale
- Riverbend
- Shadow Lake
- Tanner
- Union Hill-Novelty Hill
- Vashon
- White Center
- Wilderness Rim

## Amministrazione
| Anno | Repubblicani   | Democratici    |
| ---- | -------------- | -------------- |
| 2008 | 70,30% 648 230 | 28,17% 259 716 |
| 2004 | 64,95% 580 378 | 33,69% 301 043 |
| 2000 | 60,02% 476 700 | 34,40% 273 171 |
| 1996 | 56,38% 417 846 | 31,41% 232 811 |
| 1992 | 50,23% 391 050 | 27,36% 212 986 |
| 1988 | 53,88% 349 663 | 44,78% 290 574 |
| 1984 | 46,71% 298 620 | 52,09% 332 987 |
| 1980 | 39,16% 235 046 | 45,42% 272 567 |